# Viktor Ivtjenko
Viktor Ivtjenko (født 22. oktober 1912 i Bogoduchov i det Russiske Kejserrige, død 6. november 1972 i Rostov ved Don i Sovjetunionen) var en sovjetisk filminstruktør og manuskriptforfatter.

## Filmografi
- Marinas skæbne (Судьба Марины, 1953)[1][2]
- Tj. P. - Tjrezvytjajnoje proissjestvie (Ч. П. — Чрезвычайное происшествие, 1958)
- Ivanna (Иванна, 1959)